# François Dufour (homme politique, 1938-2014)
Pour les articles homonymes, voir François Dufour.
François Dufour est un syndicaliste et homme politique belge né à Vezon (près de Tournai en Belgique) le 23 mars 1938, et mort le 3 juin 2014. Il a notamment été membre du Conseil régional wallon de 1988 à 1995 et sénateur de février à décembre 1987.

## Biographie
François Dufour effectua ses études à Péruwelz et Tournai. Il commença sa vie professionnelle comme cheminot à vingt ans et fut ensuite gardien à la gare de Tournai entre 1958 et 1961. Durant les grèves des années '60, il défendit les plus démunis avec une conviction héritée de son père, un roctier. Sa devise pour plus de justice sociale fut que l'économie doit être au service de l’homme et non l’inverse, car l’homme n’est pas un instrument aux mains de ceux qui détiennent les rouages économiques et financiers.
Avant la fusion des communes, il fut secrétaire communal de Vaulx, où il se fait défenseur des petites gens du bassin carrier et il s'engage pour l'assainissement de l'habitat. Il s'engagea alors progressivement dans la politique et après la fusion des communes de 1976, il devint chef de cabinet du bourgmestre de Tournai, Raoul Van Spitael, et ensuite commissaire et administrateur de l'intercommunale locale.
Il s'investit en même temps dans l'action syndicale. Il fut secrétaire des Administrations locales et régionales de la CGSP de Tournai et membre du CA de la Fédération des Mutualités socialistes de Tournai-Ath.
En 1983, François Dufour dirige les services techniques de la Ville de Tournai et début 1987, il succède à Roger Delcroix comme sénateur provincial, avant d'être élu PS à la Chambre pour la circonscription électorale de Tournai-Ath-Mouscron de 1987 à 2003. Député, il intervint fréquemment pour dénoncer l'exclusion sociale et la nécessité de défendre les acquis sociaux. Il se batta également pour le développement économique de sa région du Hainaut occidental. En tant que membre de la commission de la Révision de la Constitution, il votera les réformes institutionnelles de 1988-1989 et de 1993. Il fut membre du Conseil communal de Tournai de 1988 à 2006.